# Edinho Silva
Edson Antonio da Silva (Pontes Gestal, 20 de junho de 1965), mais conhecido como Edinho Silva, é um sociólogo e político brasileiro, filiado ao Partido dos Trabalhadores (PT). Eleito em 7 de julho de 2025 para o cargo de Presidente Nacional do Partido dos Trabalhadores, foi oficialmente empossado em 3 de agosto de 2025.
Foi vereador de Araraquara, deputado estadual, ministro-chefe da Secretaria de Comunicação Social (Secom) da Presidência da República. Foi prefeito de Araraquara por quatro mandatos, entre 2001 e 2008 e entre 2017 e 2024.

## Biografia
É graduado em Ciências Sociais na Universidade Estadual Paulista (UNESP) de Araraquara e mestre em Engenharia de Produção pela Universidade Federal de São Carlos (UFSCar).
Nascido em Pontes Gestal, região de São José do Rio Preto, mudou-se com a família para Araraquara aos 4 anos de idade. Trabalhou como office-boy no Hotel Uirapuru e no Escritório Paulista e foi funcionário da Distribuidora Andrade de Publicações. Ainda foi operário na Fábrica de Meias Lupo e, em São Carlos, trabalhou como metalúrgico na extinta Clímax, atual Electrolux.
Na juventude, começou a participar da Pastoral da Juventude e Pastoral Operária da Igreja Católica, seguindo os passos da Teologia da Libertação. Apaixonado por futebol, Edinho também atuou como atleta das categorias de base da Ferroviária na década de 1980. 
Identificado com as propostas democráticas e sociais do Partido dos Trabalhadores, filiou-se à legenda em 1985, quando o PT tinha apenas cinco anos de fundação e Edinho tinha 20 anos de idade. 
Militante dedicado à construção do partido em Araraquara, em 1989, e com apenas 24 anos, Edinho se tornou presidente do Diretório Municipal do PT em Araraquara e coordenador regional. Também assessorou a bancada de deputados estaduais do PT durante os trabalhos da Constituinte Estadual. 
Em Araraquara, elegeu-se vereador em 1992 e conquistou o segundo mandato em 1996. Nos oito anos na Câmara, destacou-se por uma postura combativa, sempre ao lado dos mais humildes e das demandas sociais.
Em 2007, Edinho foi eleito presidente do PT do estado de São Paulo, tendo sido reeleito para o mandato 2009-2013 com mais de 90% dos votos dos filiados.
Também foi eleito deputado estadual em 2010, com 184.397 votos em mais de 500 municípios paulistas. Na Assembleia Legislativa, integrou as Comissões de Saúde, de Esportes, de Segurança Pública e Direitos Humanos, presidiu as Frentes Parlamentares pela Elaboração Democrática do Plano Estadual de Educação e pela Citricultura.
Um dos principais projetos apresentados na Assembleia, que se tornou Lei em 2015, tratou da instituição de uma Política Estadual de Acolhimento e Tratamento às Pessoas com Doenças Raras, por meio de Centros de Referência. Apresentou projetos também na área da segurança, educação, esportes e infraestrutura urbana
Em março de 2015, foi convidado pela então presidente Dilma Rousseff para ocupar o cargo de ministro-chefe da Secretaria de Comunicação Social (Secom) do Governo Federal. Edinho se tornou a primeira liderança política de Araraquara a ocupar a função de ministro de Estado.
Em 3 de junho de 2024, o Tribunal Regional Eleitoral do Distrito Federal (TRE-DF) arquivou o inquérito sobre a atuação do prefeito de Araraquara, Edinho Silva, como coordenador financeiro da campanha de Dilma Rousseff à presidência, em 2014, que foi instaurado dentro do âmbito da operação Lava Jato.
Em 7 de julho de 2025, Edinho Silva foi eleito presidente nacional do Partido dos Trabalhadores (PT) durante o Processo de Eleição Direta (PED), recebendo aproximadamente 73,5% dos votos válidos — cerca de 239 mil dos mais de 342 mil votos apurados. O mandato à frente da legenda se estenderá até 2029. Candidato pela corrente majoritária Construindo um Novo Brasil (CNB), contou com o apoio direto do presidente Lula. No discurso após a vitória, Edinho declarou que irá promover a coesão interna do partido e afirmou que pretende "unificar todas as correntes do PT sob uma só direção". A eleição contou com ampla articulação nacional e apoio formal de ministros, parlamentares e lideranças históricas do partido. Foi emposado como presidente do partido em 3 de agosto de 2025.

## Gestões 2001-2008 e 2017-2024
Eleito prefeito em 2000, assumiu o mandato em 2001 e teve uma administração pautada pela densidade social e o diálogo, conquistando a reeleição em 2004. Pautou seus primeiros oito anos de governo com três marcas: participação popular, inclusão social e cidade moderna. Edinho alterou a relação da Prefeitura com a população, democratizando as decisões (por meio do Orçamento Participativo), e implantou mais de 80 projetos integrados de inclusão social nas áreas de saúde, educação, cultura, esporte, meio ambiente e desenvolvimento econômico.
Foi eleito novamente para a Prefeitura de Araraquara em 2016. Assumiu em 2017 uma cidade que enfrentava inúmeros desafios financeiros e de gestão. Aos poucos, reestruturou os serviços públicos, retomou os programas de participação popular (como Orçamento Participativo e Prefeitura nos Bairros) e os programas sociais (Bolsa Cidadania, Jovem Cidadão, Frentes da Cidadania, Coopera Araraquara, entre outros), fortaleceu os conselhos municipais e investiu mais de R$ 100 milhões em obras.
Em 2020, ao ser reeleito novamente à Prefeitura, Edinho atingiu uma marca inédita na democracia de Araraquara: nunca um prefeito havia sido eleito pela população para quatro mandatos.
Uma das grandes marcas de sua última gestão foi o enfrentamento da pandemia da Covid-19, que se tornou referência nacional e internacional com a construção do Hospital da Solidariedade (hospital de campanha), implantação de ampla rede de testagem, abertura de polo de atendimento específico para atendimento de casos suspeitos de Covid-19, entre outras ações.
Araraquara foi a primeira cidade do Brasil a implantar um lockdown (restrições de circulação) para frear a contaminação pela doença, medida que resultou em queda acentuada de internações e óbitos por Covid-19 e foi elogiada por especialistas em Saúde Pública. Estimativa do professor doutor Bernardino Alves Souto, da UFSCar, mostrou que o lockdown adotado entre 21 de fevereiro e 2 de março de 2021 contribuiu para evitar até 259 óbitos por Covid-19 durante 60 dias.